# 上海克顿文化传媒
上海克顿文化传媒有限公司 (簡稱：克顿传媒) 是中國大陸华策影视旗下一家民營影視公司，公司自2004年開始運作，以製作電視劇為主，旗下子公司為剧酷传播、辛迪加影视、慈嘉影视、好剧影视、剧芯文化、克顿影视、华策克顿。

## 电视剧／网络剧

### 剧酷传播
- 娘家的故事1（2009）
- 娘家的故事2（2010）
- 弹孔（2011）
- 阳光路上（2011）
- 娘家的故事3（2011）
- 爱情有点蓝(爱的交响乐)（2011）
- 哎呀妈妈（2012）
- 一生只爱你（2012）
- 特别使命（2012）
- 胜女的代价（2012）
- 王的女人（2012）
- 战旗（2012）
- 独狼（2013）
- 爱的创可贴（2013）
- 勝女的代價2（2013）
- 爱闪亮／闪亮爱（2013）
- 幸福媳妇成长记（2013）
- 有效期限爱上你（2014）
- 幸福36计（2014）
- 杉杉来了（2014）
- 跟我回家（2014）
- 何以笙簫默（2015）
- 娘家的故事4之爱的陪伴（2015）
- 闪亮茗天（2015）
- 民兵康宝（2015）
- 二胎生活（2015）
- 最美是你（2016）
- 微微一笑很倾城（2016）
- 怒火英雄（2016）
- 三生三世十里桃花（2017）
- 上古情歌（2017）
- 初遇在光年之外（2018）
- 亲爱的，热爱的（2019）
- 宸汐緣（2019）
- 平凡的荣耀（2020）
- 你是我的城池营垒（2021）
- 镜·双城（2022）
- 兩個人的小森林（2022）
- 三分野（2023）

### 辛迪加影视
- 夏家三千金／爱情真善美（2011）
- 愛情睡醒了（2011）
- 爱在屋檐下（2011）
- 爱情公寓3（2012）
- 爱情是从告白开始的（2012）
- 爱情闯进门（2012）
- 爱情自有天意（2013）
- 爱情悠悠药草香（2013）
- 爱情公寓4（2014）
- 爱情回来了（2014）
- 沙僧日记（2014）
- 医馆笑传（2015）
- 江湖学院（2015）
- 最佳前男友（2015）（华策影视合拍）
- 新婚公寓（2016）
- 医馆笑传2（2016）
- 追婚记（2016)
- 夏至未至（2017）
- 萌妃驾到（2018）
- 天盛長歌（2018）
- 流淌的美好时光（2019）
- 我的莫格利男孩（2019）
- 爱情公寓5（2020）

### 慈嘉影视
- X女特工（2013）
- 传奇英雄（2014）
- 我和我的傳奇奶奶（2014）
- 激战（2015）

### 好剧影视
- 我可能不会爱你（2011）
- 爱的蜜方（2012）
- 璀璨人生（2013）
- 极品新娘（2015）
- 淑女涩男（2015）
- 好运来临（2016）
- 我是杜拉拉（2016）
- 柠檬初上（2016）
- 盲约（2017）
- 老男孩（2018）
- 月光变奏曲（2021）

### 剧芯文化
- 约会专家（2014）
- 亲爱的翻译官（2016）
- 极品家丁（2016）
- 周末父母（2017）
- 一粒红尘（2017）
- 谈判官（2018）
- 锦衣夜行（待播）

### 克顿影视
- 千金归来（2013）
- 武工队传奇（2013）
- 烽火英雄传（2014）
- 头号绯闻（2014）
- 幸福归来（2015）
- 乌鸦嘴妙女郎（2015）
- 幸福又见彩虹（2016）
- 锦绣未央（2016）
- 孤芳不自赏（2017）
- 楚喬傳（2017），與慈文影视合作
- 锦绣南歌（2020）
- 有翡（2020）

### 上海好故事影
- 时间都知道（2019）

### 新天地工作室
- 为了你我愿意热爱整个世界（2018）
- 周生如故 (2021)

### 宽厚文化
- 橙红年代（2018）

### 华策克顿
- 校花攻略（2015）
- 你好，安怡（2021）

## 電影
- 深夜前的五分钟（2014）
- 微微一笑很倾城（2016）
- 使徒行者（2016）
- 你在干嘛